# Erworbenes Merkmal
Ein erworbenes Merkmal ist in der Biologie eine Struktur- oder Funktionsänderung, die ein Organismus während seiner Lebenszeit erworben hat und die durch Umweltfaktoren verursacht wird. In Bezug auf höhere Organismen gibt es keinen Beweis dafür, dass solche Veränderungen genetisch übertragbar sind – diese Ansicht wird mit Lamarckismus in Verbindung gebracht – jedoch sind bei Protozoen und Bakterien bestimmte induzierte Veränderungen vererbbar.
Beispiele:
- nicht vererbbare Krankheiten (z. B. Grippe)
- Knochenbrüche
- Narben
- vergrößerte Muskeln durch Training
- gebräunte Haut (nach einem Sonnenbad)